# Tyrrell Hatton

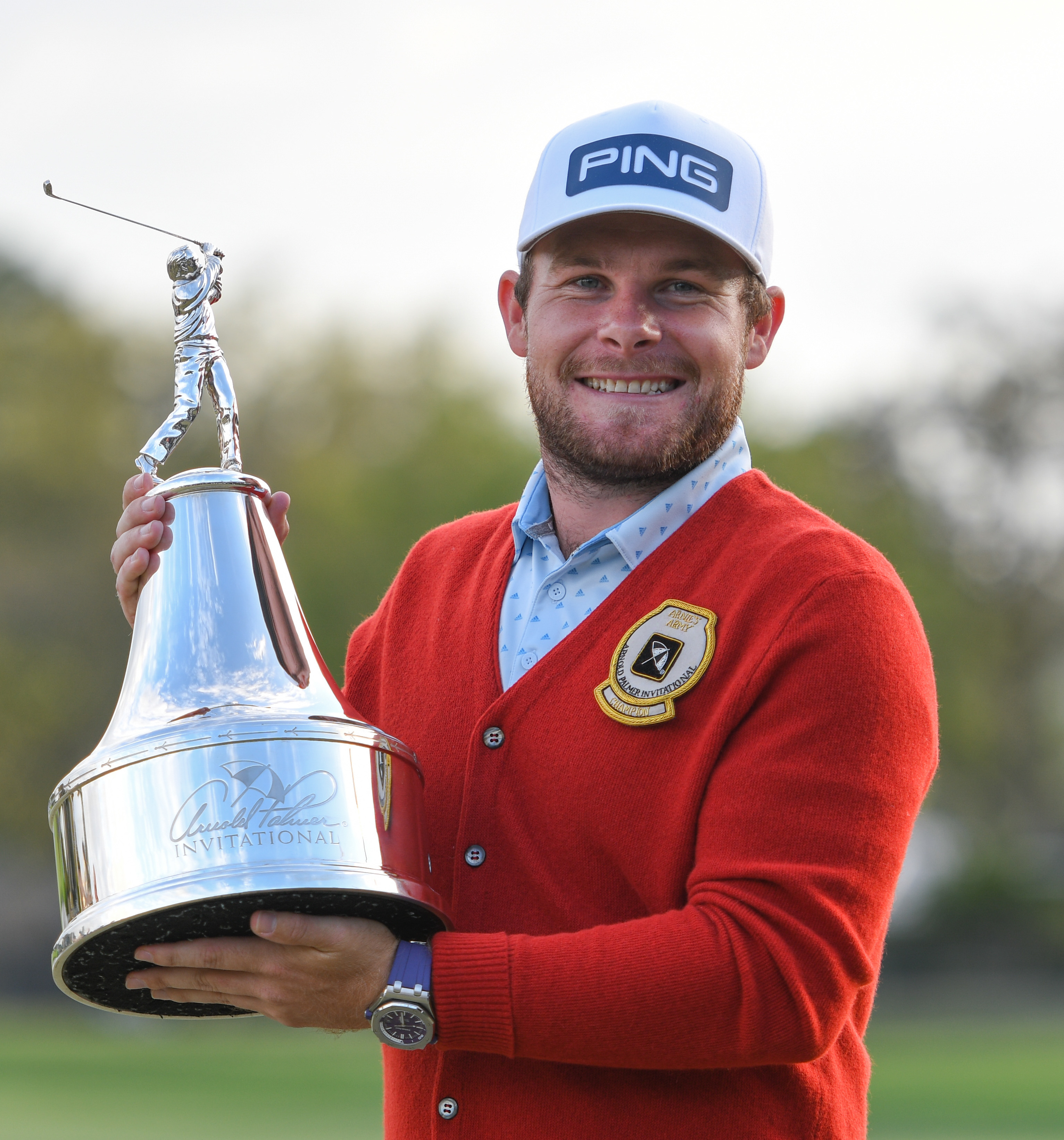
Tyrrell Hatton in 2020

Tyrrell Hatton (14 oktober 1991) is een Engels golfer.

## Amateur
Tyrrell is de zoon van Jeff Hatton, die golflessen geeft en clubmaker is. Geen wonder dus dat Tyrrell al op 5-jarige leeftijd met golf begon en altijd golfprofessional wilde worden. Jeff is nog steeds de coach van Tyrrell.
In 2004 speelde hij het Junior World Championships in San Diego. In 2010 was hij de jongste amateur die meespeelde in het Brits Open. 
Tyrrell was lid van de Haley Golf Club. Hij speelde in 2006 een ronde van 68 (gelijk aan het baanrecord). In 2009 werd hij clubkampioen en verlaagde hij het baanrecord naar 66. Aan het einde van zijn amateurtijd had hij handicap +4,3 en stond hij nummer 24 op de wereldranglijst. Als amateur heeft hij drie keer een hole-in-one geslagen.

### Gewonnen
(onvolledig)
- 2009: Canadian World Team Junior challenge.(individueel), clubkampioen (heren)
- 2010: Czech Amateur Open, East Berkshire Open, BB&O Autumn Trophy, BB&O Amateur Championship, Henriques Salver, Scrutton Cup
- 2011: Bernard Darwin Trophy (U21)

## Professional
Hatton werd op 18 augustus 2011 professional en won in september zijn derde toernooi op Woodcote Park. De Jamega Tour is een toernooiserie in Engeland die sinds 2008 bestaat.
Hij ging naar de Tourschool voor de EuroPro Tour en werd 2de. Hij ging naar de Tourschool voor de Europese Tour en haalde de Finals, waardoor hij in 2012 op de Europese Challenge Tour kan spelen. Zijn eerste toernooi daar was de Colombia Classic, waar hij op de 8ste plaats eindigde.

### Gewonnen
- 2010: Woodcote Park (Jamega Tour)
- 2016: Alfred Dunhill Links Championship (Europese PGA Tour)
- 2017: Alfred Dunhill Links Championship (Europese PGA Tour)